# Mesing-stenen (Skanderborg)
Mesing-stenen ved Skanderborg er den store sten, der er placeret mellem kirken og forsamlingshuset i landsbyen Mesing.

## Troldene følte sig forstyrret af klokkeringningen
Sagnet fortæller at stenen stammer fra gravhøjen i Illerup Ådal, Balravnsknold. Her boede trolde, der følte sig forstyrret af klokkeringningen fra kirketårnet. De kastede derfor en stor sten efter kirken, men stenen ramte ikke sit mål og havnede i stedet i den Tuede Mose, hvorfra den så mange hundrede år senere blev gravet fri og hentet hen foran kirken.

## 1934. Stenen flyttes og symboliserer landsbyens sammenhold
Byens mænd og karle flyttede stenen – vægt 18 tons – fra mosen ind til byen. Det skete ved hjælp af tre sæt jernbanespor. På skinnerne var anbragt en trolje, som stenen blev læsset op på. Det var svært at få stenen op på troljen, og de første to dage sank stenen længere ned i mosens dynd, og mange sveller blev begravet. På tredjedagen lykkes det at få fast bund under stenen, og ved hjælp af en talje fik man den op på troljen, og så kunne arbejdet med at trække troljen med stenen ind til byen begynde. Man havde tre sæt togskinner, og når stenen lå på det ene sæt, bar man de to andre om foran og koblede dem sammen, hvorefter folkene ved håndkraft trak stenen frem. 
Der skulle 16 mand til at bære et sæt sveller, og ud over dem var der ikke brug for flere. Man var klar over, at det ville tage lang tid, og mændene skaffedes efter ”snekastningsprincippet”, der gik ud på at tilsige mandskab fra hver husstand og gård efter areal og beordre nævnte mandskab til at møde en bestemt dag. Det viste sig at være en glimrende ide – folk var villige til at møde. 
Høsten var i hus cirka 18. august dette år 1934, og da der samtidig var en tør eftersommer, havde folk bedre tid. De sidste 200 m blev stenen trukket af byens damer og derefter af skolebørnene. Den ankom til byen den 21.september.
Ved indvielsen blev der sunget:
Hiv Hiv Hiv du Mjesing Borger.
Spyt i Næver og tag fat.
Selv om meget er lidt trist,
en Ting er dog vist;
at Humøret ej belastes kan af Skat.
Hiv Hiv Hiv du Mjesing Borger,
spyt i Næven og tag fat.
Ganske vist er Stenen tung,
den er heller ikke ung.
Ryk kun til, saa følger Stenen ogsaa med.

## Stenens inskription
”Mens verden ødte kraft i gavnløs splid
drog Mesing-boer enigt stenen hid
dens vartegn melde til vor eftertid
at byrder løftes bedst ved fælles værk
at splid gør svag men enighed gør stærk”
Der er yderligere på stenen indhugget følgende: 
"Stenen slæbtes fra Den tuede Mose og sattes her den 20.oktober 1934 – 2 km."